# Tobin Heath
Tobin Powell Heath (Morristown, 29 mei 1988) is een Amerikaanse voetbalster die als aanvaller uitkomt voor Arsenal in de Women's Super League. Ze speelt ook voor het nationale voetbalelftal van de Verenigde Staten.

## Statistieken
| Seizoen | Club               | Land     | Competitie | Wedstrijden | Doelpunten |
| ------- | ------------------ | -------- | ---------- | ----------- | ---------- |
| 2014    | Portland Thorn     | USA      | MWS        | 6           | 0          |
| 2015    | Portland Thorn     | USA      | NWS        | 12          | 1          |
| 2016    | Portland Thorn     | USA      | NWS        | 15          | 1          |
| 2017    | Portland Thorn     | USA      | MWS        | 4           | 0          |
| 2018    | Portland Thorn     | USA      | NWS        | 19          | 8          |
| 2019    | Portland Thorn     | USA      | NWS        | 13          | 3          |
| 2020    | Portland Thorns FC | USA      | NWS        | 0           | 0          |
| 2020/21 | Manchester United  | Engeland | WSL        | 8           | 4          |
| 2021    | Arsenal            | Engeland | WSL        | 0           | 0          |
| Totaal  | Totaal             | Totaal   | Totaal     | 96          | 23         |

Laatste update: maart 2021

## Interlands
In 2006 speelt ze met het nationale team O20 op het WK, waar ze na de verlenging een penalty benut.
Heath komt sinds 2008 uit voor het Amerikaans voetbalelftal. In 2015 werd ze met het Amerikaanse nationale vrouwenelftal wereldkampioen. In 2008 en 2012 behaalde ze met dit team de gouden medaille op de Olympische zomerspelen. Ook in 2016 nam ze deel aan de Olympische zomerspelen in Rio de Janeiro. In 2016 werd ze verkozen tot Amerikaans vrouwelijk voetballer van het jaar.
In 2011 miste ze een penalty na de verlenging tegen Japan van de finale van het Wereldkampioenschap voetbal vrouwen 2011. Met de Verenigde Staten won ze goud op het WK in 2015 en in 2019.

## Privé
Tobin Heath is de dochter van Jeff and Cindy Heath en heeft twee zussen en een jongere broer. Heath begin op haar vierde met voetballen. In 2006 studeerde Heath af aan de Ridge High School in New Jersey. De eerste drie jaar speelde ze hier voetbal.